# Brug van Cần Thơ
Brug van Cần Thơ is een tuibrug over de Hậu in Vietnam die Cần Thơ en Vinh Long verbindt. Het prijskaartje bedraagt 300 miljoen dollar. De bouwwerkzaamheden begonnen in 2004 en in 2008 zou de brug volgens plan voltooid zijn. Op 26 september 2007 stortte een deel van deze brug in, waarbij 54 personen om het leven kwamen en 140 anderen gewond raakten.

## Fotogalerij

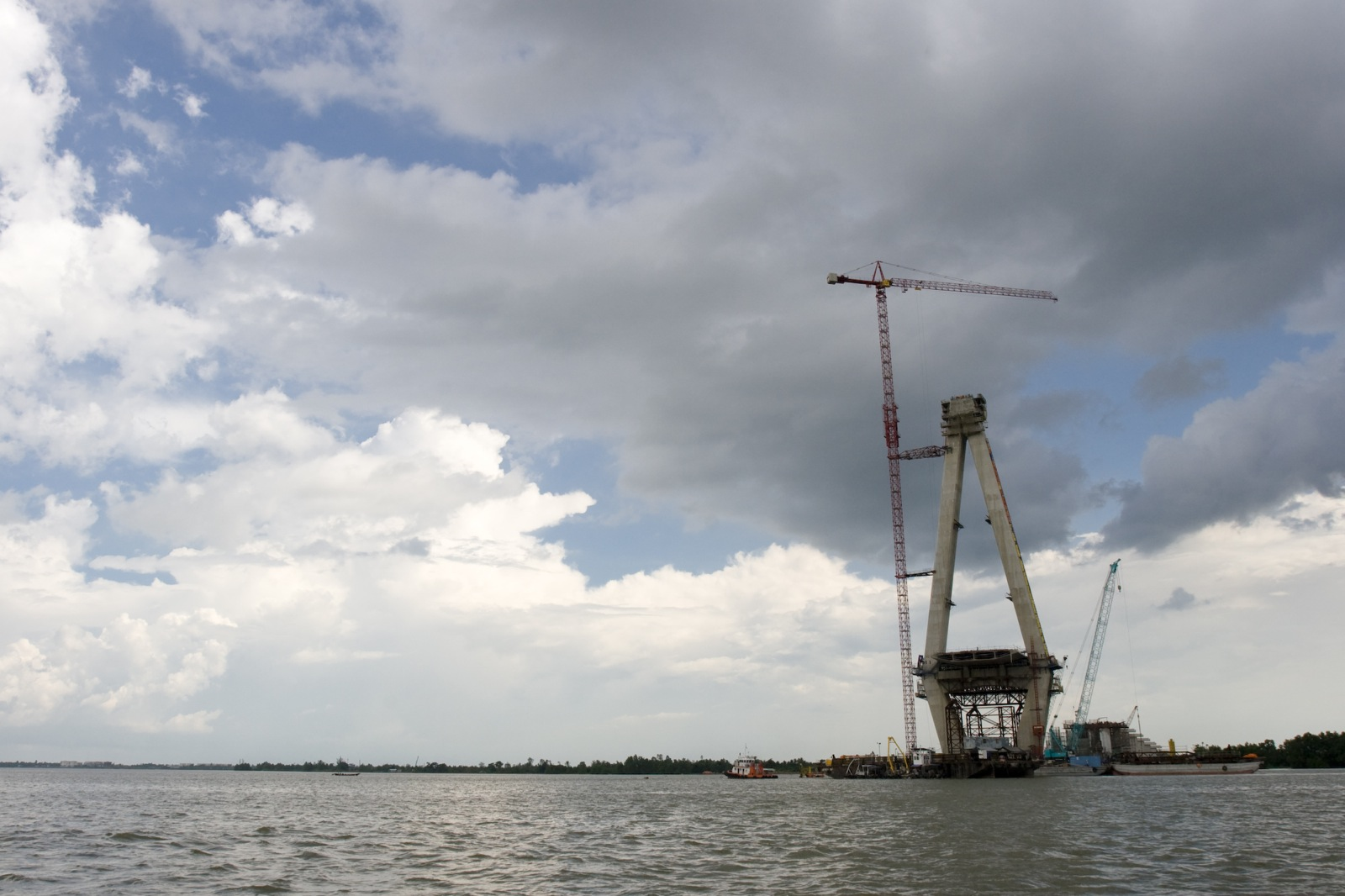
Brug van Cần Thơ in aanbouw
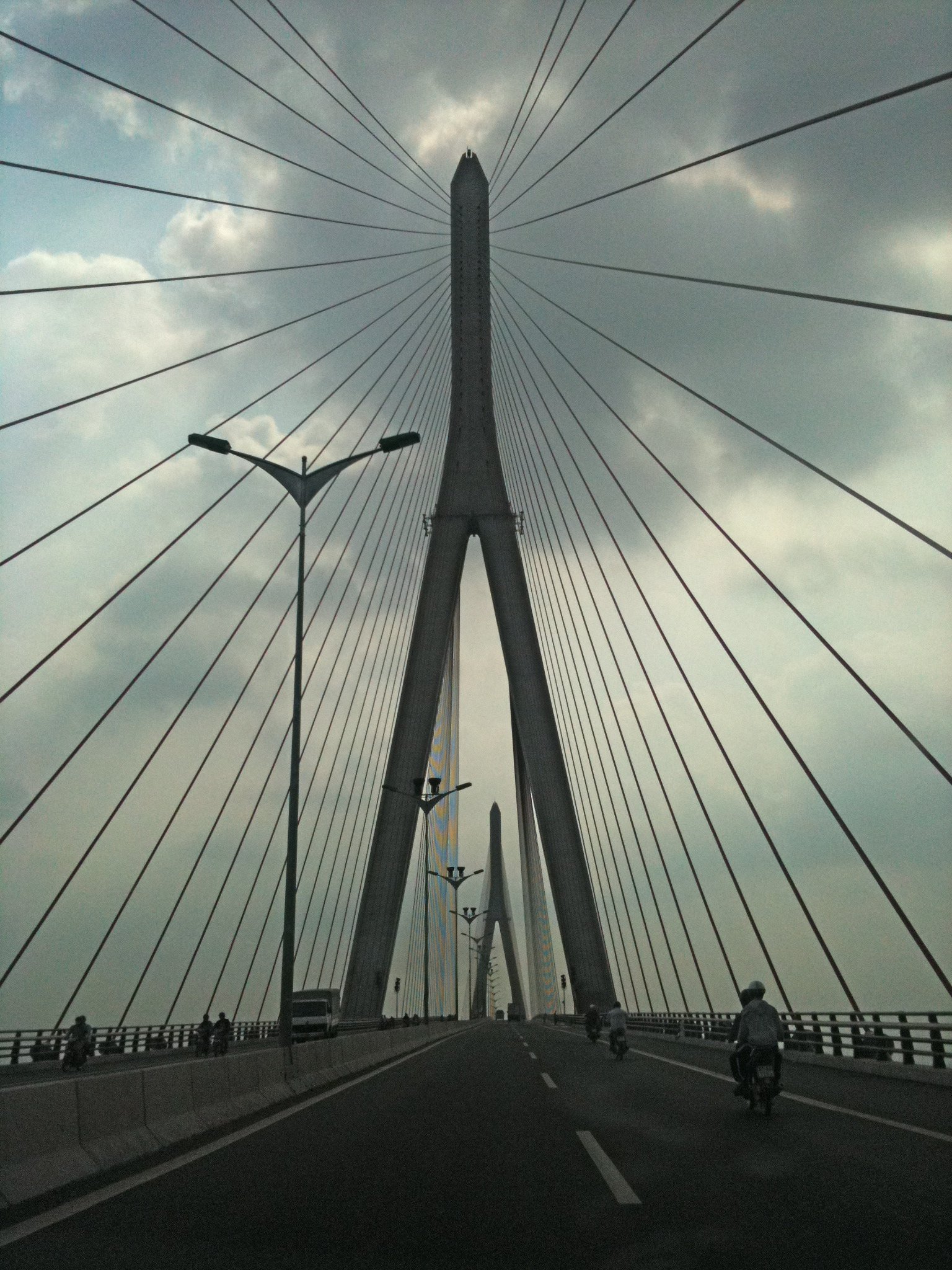
De kabels van de brug
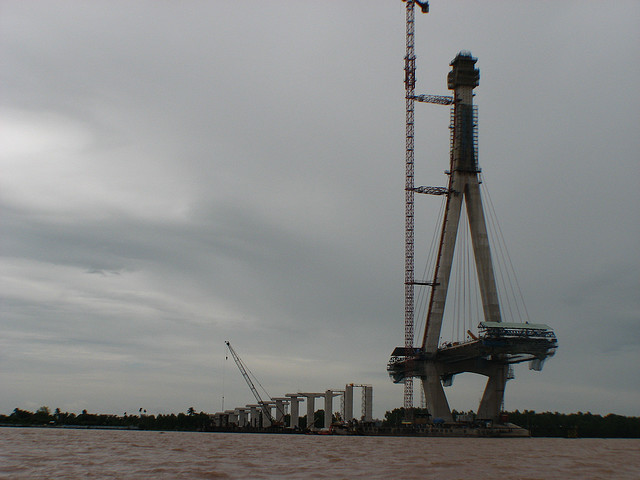
Brug in aanbouw
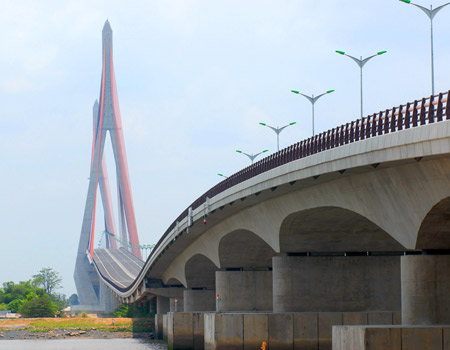
De brug toen die gereed was